# Wout Faes
Wout Felix Lina Faes (Mol, 1998. április 3. –) belga válogatott labdarúgó, a Leicester City játékosa.

## Pályafutása

### Klubcsapatokban
A Rauw Sport Mol, a Lierse SK és az Anderlecht korosztályos csapataiban nevelkedett. A 2016–17-es szezonban több alkalommal is a kispadon kapott lehetőséget. 2017 januárjában kölcsönbe került a holland Heerenveen csapatához. Április 1-jén mutatkozott be a bajnokságban a Heracles Almelo ellen csereként. Július 12-én az Excelsior vette kölcsön.
2018 nyarán az Oostende csapatába igazolt három évre. Hamar alapembere lett új klubjának. 2020. január 31-én a francia Reims szerződtette, de kölcsönben a szezon végéig maradt az Oostendénél. Augusztus 23-án mutatkozott be a francia élvonalban az AS Monaco ellen. November 1-jén az első gólját is megszerezte az RC Strasbourg ellen. 2022. szeptember 1-jén az angol Leicester City 15 millió fontért szerződtette öt évre. Szeptember 17-én a Tottenham Hotspur ellen 6–2-re elvesztett bajnokin debütált.

### A válogatottban
A 2015-ös U17-es labdarúgó-Európa-bajnokságon és a U17-es labdarúgó-világbajnokságon, valamint a 2019-es U21-es labdarúgó-Európa-bajnokságon is pályára lépett a korosztályos válogatottakban. 2021 novemberében hívta be a válogatottba először Roberto Martínez szövetségi kapitány a 2022-es labdarúgó-világbajnokság-selejtező mérkőzéseire Észtország és Wales ellen. 2022. június 8-án debütált a Lengyelország elleni 2020–2021-es UEFA Nemzetek Ligájában. 2022. november 10-én bekerült a 2022-es labdarúgó-világbajnokságra utazó keretbe.

## Sikerei, díjai
- A Reims szezon játékosa: 2021–22[20]